# Уссама Хаддаді
Уссама Хаддаді (араб. أسامة الحدادي, нар. 28 січня 1992, Туніс) — туніський футболіст, захисник клубу «Діжон».
Виступав, зокрема, за клуб «Клуб Африкен», а також національну збірну Тунісу.

## Клубна кар'єра
Народився 28 січня 1992 року в місті Туніс. Вихованець футбольної школи клубу «Клуб Африкен». Дорослу футбольну кар'єру розпочав 2010 року в основній команді того ж клубу, в якій провів сім сезонів, взявши участь у 88 матчах чемпіонату. У 2015 році він став чемпіоном Тунісу.
На початку 2017 року Хаддаді перейшов у французький «Діжон». 11 лютого в матчі проти «Кана» він дебютував у Лізі 1. 20 січня 2018 року в поєдинку проти «Страсбурга» Уссама забив свій перший гол за «Діжон». Станом на 31 травня 2018 року відіграв за команду з Діжона 46 матчів в національному чемпіонаті.

## Виступи за збірну
31 березня 2015 року в товариському матчі проти збірної Китаю Хаддаді дебютував у складі національної збірної Тунісу..
У складі збірної був учасником чемпіонату світу 2018 року у Росії.

## Досягнення
- Чемпіон Тунісу: 2014/15